# Billingsley, Alabama
Billingsley är en ort i Autauga County, Alabama, USA.